# Moroteuthis robsoni
Moroteuthis robsoni är en bläckfiskart som beskrevs av Adam 1962. Moroteuthis robsoni ingår i släktet Moroteuthis och familjen Onychoteuthidae. Inga underarter finns listade i Catalogue of Life.